# 苦仔坑溪
苦仔坑溪，位於臺灣北部，為粟仔坑溪的支流，流域分佈於新竹市香山區的內湖里。

## 詞源
據臺灣省文獻會發行的臺灣地名辭書記載，苦仔坑的原名可能為柯仔坑，當地的客家話稱小溪為坑。

## 水文
苦仔坑溪發源於竹東丘陵新竹市大湖、內湖、中隘三里交界處的粟仔坑山北麓，匯集附近的山溝後，流經苦仔坑聚落，向西流，再折向北經坑內，於內湖里的頂厝北側注入粟仔坑溪。